# Verfassungsreferendum in Kolumbien 2003
Das Verfassungsreferendum in Kolumbien 2003 fand am 25. Oktober statt. Es wurde vom damaligen Präsidenten Álvaro Uribe Vélez angeregt. Zwar wurden alle 15 Vorschläge von den Wählern angenommen, aber nur eine Frage erreichte die erforderliche Stimmenzahl von 25 % der Gesamtbevölkerung, was ein Quorum darstellt.

## Geschichte
Nach seinem Amtsantritt im August 2002 führte Präsident Álvaro Uribe mehrere Verfassungsreformen durch. Das Referendum ist einer der partizipativen Mechanismen, durch die die Bürger eine aktivere Rolle in der Demokratie spielen können. Zu dieser Gruppe von Partizipationsmechanismen gehören auch die Abstimmung, das Plebiszit, die Volksbefragung, das Cabildo Abierto, die Gesetzesinitiative und die Amtsenthebung.

### Normales, nicht verfassungsmäßiges Referendum
Das Referendum besteht aus einer Reihe von Fragen, die den Kolumbianern in einer Volksabstimmung zur Entscheidung vorgelegt werden, ähnlich wie bei der Wahl von Bürgermeistern, Gouverneuren oder des Präsidenten der Republik. Die Wähler können sie annehmen oder ablehnen; bei einer Mehrheit werden die Vorschläge zu Verfassungsnormen, andernfalls werden sie archiviert oder müssen durch einen Gesetzgebungsakt im Kongress erneut diskutiert werden. Damit das Referendum gültig ist, war damals eine Gesamtstimmenzahl von mindestens 6 Millionen Stimmen erforderlich.
Gemäß Artikel 374 und 378 der Verfassung wurden Änderungen der Verfassung vorgeschlagen, die eine Wahlbeteiligung von 25 % der registrierten Wähler, die eine gültige Stimme abgeben, und eine Mehrheit derjenigen, die gewählt haben, erfordern.

## Fragen
Folgende fünfzehn Fragen wurden den Wählern gestellt (die hier veröffentlichten Texte sind keine juristisch bindenden Übersetzungen):
1. Sind Sie mit dem folgenden Artikel einverstanden? Der fünfte Absatz von Artikel 122 der Politischen Verfassung lautet wie folgt: Unbeschadet der anderen gesetzlich festgelegten Sanktionen dürfen Personen, die zu irgendeinem Zeitpunkt wegen der Begehung von Straftaten, die das Staatsvermögen betreffen, verurteilt wurden, weder als Kandidaten für ein gewähltes Amt zugelassen noch gewählt oder zu Beamten ernannt werden, noch persönlich oder über einen Vermittler Verträge mit dem Staat abschließen. Ebenso wenig darf jemand, der als Staatsbediensteter durch sein vorsätzliches oder grob fahrlässiges Verhalten, das durch ein rechtskräftiges Gerichtsurteil qualifiziert ist, dazu geführt hat, dass der Staat zu einer finanziellen Wiedergutmachung verurteilt wird, es sei denn, er übernimmt den Wert des Schadens aus seinem eigenen Vermögen.
2. Sind Sie mit dem folgenden Artikel einverstanden? Der zweite Absatz von Artikel 133 der politischen Verfassung lautet wie folgt:  Die vom Volk in eine öffentliche Körperschaft gewählten Personen sind der Gesellschaft und ihren Wählern gegenüber für die Erfüllung der mit ihrem Amt verbundenen Pflichten verantwortlich. Ihre Stimme ist, abgesehen von reinen Formalitäten, nominal und öffentlich.
3. Sind Sie mit dem folgenden Artikel einverstanden? Der Artikel 134 der politischen Verfassung lautet wie folgt: Die Mitglieder der vom Volk gewählten öffentlichen Körperschaften dürfen keine Stellvertreter haben. Die durch ihre absolute Abwesenheit entstehenden Vakanzen werden durch nicht gewählte Kandidaten derselben Liste in der Reihenfolge ihrer Eintragung in die Liste besetzt. Der freiwillige Rücktritt hat nicht zur Folge, dass die Person, die ihn ersetzen soll, in die Körperschaft eintritt. Artikel 261 der politischen Verfassung wird aufgehoben.
4. Sind Sie mit dem folgenden Artikel einverstanden? Fügen Sie dem Artikel 346 der Politischen Verfassung eine Klausel und einen Absatz mit folgendem Wortlaut hinzu: Die Investitionsausgaben, die in dem von der Regierung dem Kongress vorgelegten Haushaltsentwurf enthalten sind, müssen das Ergebnis der von den Regierungen des Staates, der Departements und des Hauptstadtdistrikts einberufenen öffentlichen Anhörungen sowie die im Kongress von den Verfassungskommissionen und den Bänken der einzelnen Departements und Bogotá vorgenommene Analyse widerspiegeln. Der Haushaltsplan darf keine globalen Posten enthalten, mit Ausnahme derjenigen, die für die Bewältigung von Notfällen und Katastrophen erforderlich sind. Der Kongress der Republik beteiligt sich aktiv an der Steuerung und Kontrolle der öffentlichen Einnahmen und Ausgaben, einschließlich der Analyse und Entscheidung über nationale und regionale Investitionen. Das Haushaltsgesetz regelt die Angelegenheit sowie die Durchführung spezieller öffentlicher Anhörungen zur politischen Kontrolle, in denen die Mitglieder des Kongresses die Forderungen und Bestrebungen der Gemeinschaft formulieren sollen. Die Bestimmungen dieses Artikels über die Anhörungen gelten für die Vorbereitung, Genehmigung und Ausführung des Haushaltsplans in allen Gebietskörperschaften. Absatz. Mit Ausnahme der in Titel XII der Politischen Verfassung festgelegten Mechanismen dürfen die Mitglieder der öffentlichen Körperschaften in keinem Fall und zu keiner Zeit, weder direkt noch über Dritte, mit den staatlichen Organen oder Beamten über die Zuweisung von Haushaltsposten oder Entscheidungen über die Verteilung der Investitionen öffentlicher Gelder abstimmen. Die Bestimmungen dieses Absatzes gelten für die Aufstellung und Genehmigung der Haushalte in allen Gebietskörperschaften.
5. Sind Sie mit dem folgenden Artikel einverstanden? Hinzufügung im Artikel 180: Die Mitglieder des Kongresses dürfen nicht: (...) 5°. Unter keinen Umständen, weder einzeln noch kollektiv, an den administrativen Aufgaben des Kongresses teilnehmen, mit Ausnahme der Bildung der Arbeitseinheit der Legislative. Die technischen und administrativen Dienste der gesetzgebenden Kammern werden von einer öffentlichen oder privaten Einrichtung wahrgenommen, die ihre Aufgaben in voller Autonomie ausübt, wie es das Gesetz vorsieht.
6. Sind Sie mit dem folgenden Artikel einverstanden? Der Artikel 171 der politischen Verfassung lautet wie folgt: Der Senat der Republik setzt sich aus dreiundachtzig (83) Senatoren zusammen, die auf folgende Weise gewählt werden: achtundsiebzig (78) in einem nationalen Wahlkreis, zwei (2) in einem besonderen nationalen Wahlkreis für indigene Gemeinschaften und drei (3) in einem besonderen nationalen Wahlkreis für politische Minderheiten. Bei der Verteilung der Sitze im nationalen Wahlkreis werden nur Listen berücksichtigt, die mindestens zwei Prozent (2 %) der gültig abgegebenen Stimmen erhalten haben. Für die Verteilung der Sitze auf die Listen, die diese Schwelle überschreiten, wird das in Artikel 263 der Verfassung definierte System der geteilten Zahl angewandt, wobei nur die Gesamtzahl der von diesen Listen erhaltenen gültigen Stimmen als Berechnungsgrundlage herangezogen wird. Kolumbianische Staatsbürger, die im Ausland sind oder dort ihren Wohnsitz haben, können an den Wahlen für den Senat der Republik teilnehmen. Der besondere Wahlkreis für die Wahl der Senatoren für die indigenen Gemeinschaften wird durch das in Artikel 263 der politischen Verfassung festgelegte System der Zuteilung bestimmt. Die Vertreter der indigenen Gemeinschaften, die Mitglieder des Senats der Republik werden wollen, müssen eine Position traditioneller Autorität in ihrer jeweiligen Gemeinschaft innegehabt haben oder Leiter einer indigenen Organisation gewesen sein, eine Eigenschaft, die durch eine vom Innenministerium gegengezeichnete Bescheinigung der jeweiligen Organisation bestätigt wird. Übergangsparagraph: Hat der Kongress nach einem Jahr der Gültigkeit dieser Verfassungsreform das Gesetz über die Wahl der politischen Minderheiten nicht gebilligt, so erlässt der Präsident der Republik dieses innerhalb der folgenden drei Monate per Dekret. Artikel 176 der Verfassung lautet wie folgt: Die Abgeordnetenkammer wird in territorialen und besonderen Wahlkreisen gewählt. Jeder territoriale Wahlkreis hat zwei Abgeordnete und einen weiteren für je 1,16 Prozent der nationalen Bevölkerung oder einen Bruchteil davon, der größer ist als 0,58 Prozent der nationalen Bevölkerung, die in dem jeweiligen Wahlkreis über die ursprünglichen 1,16 Prozent hinaus wohnen. Jedes Departement und der Hauptstadtdistrikt von Bogotá bilden einen territorialen Wahlkreis. Bei der Verteilung der Sitze in den territorialen Wahlkreisen der Abgeordnetenkammer, der Departementsversammlungen, der Gemeinde- und Bezirksräte und der lokalen Verwaltungsräte werden nur die Listen berücksichtigt, die mindestens fünfzig Prozent (50 %) des jeweiligen Wählerquotienten erhalten haben. Um die Sitze auf die Listen zu verteilen, die diese Schwelle überschreiten, wird das in Artikel 263 der politischen Verfassung festgelegte System der geteilten Zahl angewandt, wobei nur die Gesamtzahl der für diese Listen abgegebenen gültigen Stimmen als Berechnungsgrundlage herangezogen wird. Überschreitet keine der Listen diese Schwelle, so werden alle Sitze nach dem in Artikel 263 der Verfassung festgelegten System der geteilten Zahl vergeben. Darüber hinaus werden vier (4) Vertreter für besondere Wahlkreise gewählt, und zwar zwei (2) für die schwarzen Gemeinschaften, einer (1) für die indigene Gemeinschaft und einer (1), der von den im Ausland lebenden Kolumbianern gewählt wird. Übergangsparagraph: Sobald diese Verfassungsreform in Kraft tritt, darf kein Departement mehr als 33 % seiner derzeitigen Vertretung in der Abgeordnetenkammer verlieren. Sollte dies der Fall sein, so wird jedem dieser Departements ein zusätzlicher Sitz in der Abgeordnetenkammer zugewiesen. Artikel 263 der Verfassung lautet wie folgt: Die Verteilung der Sitze auf die Mitglieder der jeweiligen öffentlichen Körperschaft erfolgt nach dem System der geteilten Zahl. Dieses System ergibt sich aus der Anwendung derjenigen Zahl, die durch die Abfolge der natürlichen Zahlen ermittelt wird und die es ermöglicht, alle Sitze mit der gleichen Anzahl von Stimmen in dem entsprechenden Wahlkreis zu verteilen. Für die Bestimmung der erforderlichen Mindeststimmenzahl gemäß Artikel 176 der Verfassung ist unter dem Wahlquotienten die Zahl zu verstehen, die sich aus der Teilung der Gesamtzahl der gültigen Stimmen durch die Zahl der zu besetzenden Sitze ergibt. Übergangsartikel: Die Bestimmungen der Artikel 171 und 176 der Verfassung gelten für die im Jahr 2006 stattfindenden Wahlen. Die Schwellenwerte und das System der Sitzverteilung für die Versammlungen, die Räte und die lokalen Verwaltungsräte werden ab den Wahlen 2003 angewendet.
7. Sind Sie mit dem folgenden Artikel einverstanden? Artikel 183 der Politischen Verfassung wird in den Absätzen 2 und 3 geändert und um die Absätze 6 und 7 sowie um zwei Absätze ergänzt, wie folgt: Die Mitglieder des Kongresses, die Abgeordneten, die Ratsmitglieder und alle anderen Mitglieder der vom Volk gewählten Körperschaften verlieren ihre Amtseinsetzung: 2. wenn sie ohne triftigen Grund in der gleichen ordentlichen Sitzungsperiode nicht an sechs (6) Plenarsitzungen oder Sitzungen des jeweiligen Ausschusses teilnehmen, die zur Abstimmung über Gesetzesentwürfe, Gesetze, Verordnungen, Vereinbarungen, Misstrauensanträge oder die Wahl von Beamten einberufen worden sind, bzw. 3. wenn sie ihr Amt nicht innerhalb von acht (8) Tagen nach dem Tag der Einsetzung der jeweiligen Körperschaft oder dem Tag, an dem sie zum Amtsantritt aufgerufen wurden, antreten. 6. wegen Verstoßes gegen die Bestimmungen zur Wahlkampffinanzierung, wegen Stimmenkaufs oder wegen Beteiligung an Praktiken des Wahlbetrugs. 7. Für die Verwaltung oder Annahme von Beihilfen mit öffentlichen Mitteln, unabhängig von der Form der Genehmigung oder Ausführung. (2) Das Gesetz regelt die Gründe für den Amtsverlust von Mitgliedern öffentlicher Körperschaften, um die Grundsätze der Verhältnismäßigkeit, der Rechtmäßigkeit, des ordnungsgemäßen Verfahrens und des Verschuldens zu gewährleisten. Es legt auch das Verfahren zu seiner Bearbeitung fest und sieht eine qualifizierte Mehrheit für die Verhängung der Sanktion und ihre Abstufung unter Wahrung des Grundsatzes der Verhältnismäßigkeit vor. Diese Bestimmung hat keine rückwirkende Kraft. Der Präsident der Republik wird ermächtigt, die in diesem Artikel enthaltenen Bestimmungen innerhalb von 90 Tagen nach Inkrafttreten dieser Verfassungsreform durch ein Dekret mit Gesetzeskraft zu erlassen. Absatz 3: Jeder öffentliche Bedienstete, der einem Abgeordneten oder einem Ratsmitglied Quoten oder bürokratische Vergünstigungen als Gegenleistung für die Billigung eines Gesetzentwurfs, eines Gesetzes, einer Verordnung oder einer Vereinbarung anbietet, wird wegen einer sehr schweren Straftat mit dem Verlust des Arbeitsplatzes bestraft.
8. Sind Sie mit dem folgenden Artikel einverstanden? Hinzufügung des folgenden Textes zu Artikel 187 der politischen Verfassung: Ab Inkrafttreten dieser Verfassungsreform darf eine Person, die einen Anspruch auf eine Rente erwirbt, keine Rente von mehr als fünfundzwanzig (25) gesetzlichen Mindestmonatsgehältern aus öffentlichen Mitteln erhalten. Ausnahmen gelten für Personen, die Ansprüche erworben haben, und für Personen, die unter die freigestellten und besonderen Rentensysteme fallen. Die Gültigkeit der freigestellten und besonderen Rentenregelungen oder derjenigen, die sich aus Regelungen und Vereinbarungen zwischen Staatsangehörigen jeglicher Art ergeben, endet am 31. Dezember 2007, mit Ausnahme der Rentenregelung der Präsidenten der Republik, die ab dem Datum des Inkrafttretens dieser Verfassungsreform wirksam wird. Die Übergangsregelung wird durch das Gesetz über das allgemeine Rentensystem geregelt. Für alle Personen gelten ab Inkrafttreten dieser Verfassungsreform mit den oben genannten vorübergehenden Ausnahmen die im Gesetz über das allgemeine Rentensystem festgelegten Rentenansprüche und Leistungen. Es dürfen keine Vorschriften erlassen oder Vereinbarungen zwischen Staatsangehörigen jeglicher Art geltend gemacht werden, um von den darin enthaltenen Bestimmungen abzuweichen. Mit den im Gesetz über das allgemeine Rentensystem vorgesehenen Ausnahmen dürfen ab dem Inkrafttreten dieser Verfassungsreform Alters- oder Ruhestandsrenten für Personen unter 55 Jahren nicht anerkannt werden. Das Allgemeine Rentengesetz ordnet die Überprüfung von Renten an, die ohne die Erfüllung der gesetzlichen Voraussetzungen oder rechtsmissbräuchlich festgesetzt wurden. Ab dem 1. Januar 2005 und bis Dezember 2006 dürfen die Gehälter und Pensionen von Staatsbediensteten oder von Personen, deren Gehälter und Pensionen aus öffentlichen Mitteln gezahlt werden, nicht erhöht werden, wenn sie mehr als fünfundzwanzig (25) gesetzliche Mindestmonatsgehälter verdienen. Die gesetzliche Regelung für Angehörige der Sicherheitskräfte ist von dieser Bestimmung ausgenommen.
9. Sind Sie mit dem folgenden Artikel einverstanden? Artikel 272 der Politischen Verfassung wird wie folgt lauten: Die Kontrolle der Finanzverwaltung der Gebietskörperschaften wird mit Sparsamkeit und Effizienz von der Obersten Rechnungskontrollbehörde der Republik ausgeübt, wobei sie sich auf die technische Unterstützung von Stiftungen, Körperschaften, Universitäten, Einrichtungen der Solidarwirtschaft oder Privatunternehmen stützen kann, die in einer öffentlichen Anhörung nach einem leistungsbezogenen Wettbewerb ausgewählt werden. Die Verwaltungsentscheidungen fallen in die ausschließliche Zuständigkeit des Rechnungshofs. Die bestehenden Rechnungshöfe der Departements, Bezirke und Gemeinden werden abgeschafft, sobald der Generalrechnungsprüfer der Republik feststellt, dass er in der Lage ist, ihre Aufgaben vollständig zu übernehmen, was spätestens am 31. Dezember 2003 der Fall sein muss. Während des Übergangsprozesses wird die Amtszeit der derzeitigen Rechnungsprüfer respektiert. Die Beamten des Obersten Rechnungsprüfers der Republik, die in diese Positionen berufen werden, werden in einem leistungsorientierten Auswahlverfahren ausgewählt und müssen aus dem jeweiligen Departement stammen.
10. Sind Sie mit dem folgenden Artikel einverstanden? Ergänzung des Artikels 355 der politischen Verfassung um die folgenden Absätze: Ebenso ist jede Form der Gewährung von Beihilfen mit Mitteln öffentlicher Herkunft, sei es von der Nation, den Departements oder den Gemeinden, ihren dezentralen Einheiten oder den öffentlichen Einrichtungen oder den Industrie- und Handelsgesellschaften oder den gemischtwirtschaftlichen Gesellschaften, in Form von Mitteln, Schenkungen oder Verträgen, deren Endzweck ganz oder teilweise darin besteht, politische Kampagnen zu unterstützen, sich für Unterstützung zu bedanken oder die Unabhängigkeit der Mitglieder der vom Volk gewählten öffentlichen Körperschaften zu beeinträchtigen, verboten. Ungeachtet etwaiger anderer Sanktionen stellt die Verletzung dieser Verbote einen Grund für die Entlassung oder Amtsenthebung des öffentlichen Bediensteten dar, der sie fördert, duldet oder ausführt, sowie für den Ausschluss von der Ausübung eines anderen öffentlichen Amtes oder einer anderen Funktion in der Zukunft und für den Verlust des Amtes des Abgeordneten, des Abgeordneten, des Ratsmitglieds oder des Mitglieds lokaler Verwaltungsräte, der sie begeht.
11. Sind Sie mit dem folgenden Artikel einverstanden? Ein neuer, von der Beratenden Kammer des Staatsrates zu verfassender Artikel soll in die politische Verfassung aufgenommen werden und wie folgt lauten: Die Einsparungen, die in den Gebietskörperschaften durch die Abschaffung der territorialen Rechnungshöfe und der personerías erzielt werden, werden in den 10 Jahren nach der Gültigkeit des Gesetzes für die Ausweitung des Angebots und die Verbesserung der Qualität der Vorschul-, Grundschul- und Sekundarschulbildung sowie für den Bau und die Instandhaltung von Schulrestaurants oder für die sanitäre Grundversorgung nach Streichung aller Arbeits-, Leistungs- und Pensionskosten zugunsten der öffentlichen Bediensteten der abgeschafften Körperschaften verwendet. Das Gesetz regelt auf Initiative der Regierung die Verwendung dieser Mittel. Die gemäß den Bestimmungen dieses Artikels für das Bildungswesen bestimmten Mittel gewährleisten die Finanzierung der Einschreibe- und Studiengebühren für die der Schicht 1 angehörenden Studenten, wenn es um die Ausweitung des Versorgungsbereichs geht.
12. Sind Sie mit dem folgenden Artikel einverstanden? Der Artikel 361 der Politischen Verfassung lautet wie folgt: Die Einnahmen aus den Lizenzgebühren, die nicht an die Departements, Gemeinden und Produktions- und Hafenbezirke sowie an Cormagdalena gehen, werden den Gebietskörperschaften nach den gesetzlich festgelegten Bedingungen zugewiesen. Diese Mittel werden wie folgt verwendet: 56 % für die Qualitätsverbesserung in der Vorschul-, Grundschul- und Sekundarschulbildung. 36 % für die Trinkwasserversorgung und die sanitäre Grundversorgung, 7 % für den Nationalen Rentenfonds für Gebietskörperschaften und 1 % für Investitionen in die Wiederherstellung des Cauca-Flusses. Bei der Verwendung dieser Mittel werden vorrangig die für die Bildung vorgesehenen Mittel eingesetzt. Das Gesetz regelt die Angelegenheit auf Initiative der Regierung. Übergangsaragraph: Die Mittel aus den Lizenzgebühren, die für mehrere Steuerjahre an die Erfüllung der von den Gebietskörperschaften eingegangenen Verpflichtungen gebunden waren, sind zu respektieren.
13. Sind Sie mit dem folgenden Artikel einverstanden? Hinzufügen des folgenden vorübergehenden Absatzes zu Artikel 345 der politischen Verfassung: Übergangsabsatz: Die Betriebsausgaben der Organe des Gesamthaushalts des Staates, der dezentralisierten, autonomen, besonderen oder einzelnen Einrichtungen, die öffentliche Mittel verwalten, und der Gebietskörperschaften, einschließlich der Gehälter und Renten, die über zwei (2) gesetzliche Mindestmonatsgehälter hinausgehen, dürfen während eines Zeitraums von zwei (2) Jahren, gerechnet ab dem Inkrafttreten dieses Gesetzgebungsakts, nicht gegenüber den Ausgaben des Jahres 2002 erhöht werden. Ausgenommen sind: das allgemeine Beteiligungssystem der Departements, Bezirke und Gemeinden; die Ausgaben für die Erweiterung der demokratischen Sicherheit, die nicht den Gehältern entsprechen; die Zahlung neuer Renten und neuer Sozialversicherungsbeiträge oder die Entschädigungen, zu denen sie führen. Jegliche Erhöhung der Gehälter und Pensionen im Jahr 2003 unterliegt der Entscheidung der ersten konstituierenden Sitzung zu diesem Artikel. Wenn Ende Dezember 2003 oder 2004 ein jährlicher Anstieg der nach dem Verbraucherpreisindex berechneten Inflation zu verzeichnen ist, der höher ist als der entsprechende Anstieg für das Jahr 2002, werden die Gehälter und Renten um einen Prozentsatz erhöht, der der Differenz zwischen der in jedem dieser Jahre festgestellten Inflation und derjenigen für das Jahr 2002 entspricht. Die Einsparungen der Departements, Bezirke und Gemeinden, die sich aus dem geringeren Wachstum der durch das allgemeine Beteiligungssystem der Departements, Bezirke und Gemeinden finanzierten Ausgaben ergeben, werden von den Gebietskörperschaften für die Rücklagen des Nationalen Fonds für territoriale Renten, des Fonds für Sozialleistungen der Lehrer und für die Rentenverpflichtungen des Gesundheitssektors verwendet.
14. Sind Sie mit dem folgenden Artikel einverstanden? Artikel 108 der Politischen Verfassung wird wie folgt lauten: Der Nationale Wahlrat erkennt die Rechtspersönlichkeit von Parteien, politischen Bewegungen oder bedeutenden Bürgergruppen an, die bei den letzten Wahlen zum Senat oder zur Abgeordnetenkammer mindestens zwei Prozent (2 %) der im Staatsgebiet abgegebenen gültigen Stimmen erhalten haben, sowie von Parteien oder bedeutenden Bürgergruppen und politischen Organisationen, die bei den Präsidentschaftswahlen mehr als fünf Prozent (5 %) der gültigen Stimmen erhalten haben. Der hier festgelegte Rechtsstatus erlischt, wenn die vorgenannte Stimmenzahl nicht erreicht wird. Politische Parteien und Bewegungen, die Kandidaten für die besonderen Minderheitenwahlkreise des Senats und der Abgeordnetenkammer aufstellen, brauchen die Bestimmungen dieses Artikels nicht zu erfüllen, um ihre Rechtsstellung zu erhalten. In diesen Fällen reicht es aus, eine Vertretung im Kongress zu erhalten. Politische Parteien und Bewegungen mit anerkanntem Rechtsstatus können Kandidaten für die Wahlen aufstellen. Bedeutende Gruppen von Bürgern können ebenfalls Kandidaten aufstellen. Eine politische Partei, eine Bewegung oder eine Bürgergruppe darf auf keinen Fall mehr Kandidaten aufstellen, als Sitze bei jeder Wahl zu vergeben sind. Das Gesetz kann Anforderungen festlegen, um die Ernsthaftigkeit der Registrierung von Kandidaten zu gewährleisten. Politische Parteien oder Bürgerbewegungen, die im Nationalkongress, in den Departementsversammlungen, in den Gemeinderäten und in den lokalen Verwaltungsräten vertreten sind, nehmen in der jeweiligen Körperschaft unter den vom Gesetz festgelegten Bedingungen die Funktion von Bänken wahr. Absatz 1: Der Kongress der Republik erlässt ein entsprechendes Gesetz zur Regelung dieser Frage. (2) Die Rechtsstellung der politischen Parteien und Bewegungen, die gegenwärtig als solche anerkannt sind, bleibt bis zu den nächsten Kongresswahlen, von deren Ergebnis ihre Aufrechterhaltung gemäß den Bestimmungen dieses Artikels abhängt, in Kraft.
15. Sind Sie mit dem folgenden Artikel einverstanden? Artikel. Inkrafttreten. Mit Ausnahme von Ziffer 6 tritt dieses Referendum mit seiner Verkündung in Kraft.

## Ergebnisse
| Frage                      | Ja        | Ja    | Nein      | Nein  | Ungültig | Ungültig | Quorum    | Quorum | Leere Stimmen | Stimmbeteiligung | Stimmberechtigte | Stimmanteil |
| Frage                      | Stimmen   | %     | Stimmen   | %     | Stimmen  | %        | Stimmen   | %      | Leere Stimmen | Stimmbeteiligung | Stimmberechtigte | Stimmanteil |
| -------------------------- | --------- | ----- | --------- | ----- | -------- | -------- | --------- | ------ | ------------- | ---------------- | ---------------- | ----------- |
| 1                          | 5.874.193 | 93,33 | 294.348   | 4,68  | 125.266  | 1,99     | 6.293.807 | 25,11  | 379.243       | 6.673.050        | 25.069.773       | 26,62       |
| 2                          | 5.871.354 | 94,35 | 232.121   | 3,73  | 119.213  | 1,92     | 6.222.688 | 24,82  | 450.362       | 6.673.050        | 25.069.773       | 26,62       |
| 3                          | 5.839.612 | 93,27 | 295.616   | 4,72  | 125.850  | 2,01     | 6.261.078 | 24,97  | 411.972       | 6.673.050        | 25.069.773       | 26,62       |
| 4                          | 5.319.557 | 86,52 | 703.634   | 11,44 | 124.915  | 2,03     | 6.148.106 | 24,52  | 524.944       | 6.673.050        | 25.069.773       | 26,62       |
| 5                          | 5.668.819 | 93,60 | 283.030   | 4,67  | 104.406  | 1,72     | 6.056.255 | 24,16  | 616.795       | 6.673.050        | 25.069.773       | 26,62       |
| 6                          | 5.328.733 | 93,00 | 295.908   | 5,16  | 105.040  | 1,83     | 5.729.681 | 22,85  | 943.369       | 6.673.050        | 25.069.773       | 26,62       |
| 7                          | 5.403.139 | 94,71 | 208.100   | 3,65  | 93.982   | 1,65     | 5.705.221 | 22,76  | 967.829       | 6.673.050        | 25.069.773       | 26,62       |
| 8                          | 5.602.823 | 90,06 | 493.563   | 7,93  | 124.926  | 2,01     | 6.221.312 | 24,82  | 451.738       | 6.673.050        | 25.069.773       | 26,62       |
| 9                          | 5.557.950 | 90,57 | 460.941   | 7,51  | 117.946  | 1,92     | 6.136.837 | 24,48  | 536.213       | 6.673.050        | 25.069.773       | 26,62       |
| 10                         | 5.174.738 | 94,73 | 283.440   | 4,64  | 109.104  | 1,79     | 6.107.282 | 24,36  | 565.768       | 6.673.050        | 25.069.773       | 26,62       |
| 11                         | 5.668.878 | 93,87 | 270.039   | 4,47  | 100.384  | 1,66     | 6.039.301 | 24,09  | 633.749       | 6.673.050        | 25.069.773       | 26,62       |
| 12                         | 5.587.469 | 90,16 | 285.842   | 4,62  | 123.228  | 1,99     | 6.187.539 | 24,68  | 485.511       | 6.673.050        | 25.069.773       | 26,62       |
| 13                         | 4.907.283 | 80,28 | 1.063.877 | 17,40 | 141.545  | 2,32     | 6.112.705 | 24,38  | 560.345       | 6.673.050        | 25.069.773       | 26,62       |
| 14                         | 5.457.866 | 91,06 | 420.859   | 7,02  | 115.300  | 1,92     | 5.994.025 | 23,91  | 679.025       | 6.673.050        | 25.069.773       | 26,62       |
| 15                         | 5.457.951 | 93,71 | 270.249   | 4,62  | 97.197   | 1,66     | 5.843.397 | 23,31  | 829.653       | 6.673.050        | 25.069.773       | 26,62       |
| Quelle: Democracia Directa |           |       |           |       |          |          |           |        |               |                  |                  |             |

## Ausgang des Referendums
Zunächst bestätigte der Nationale Wahlrat Kolumbiens, dass die kolumbianischen Wähler in dem abgehaltenen Referendum nur eine der 15 von der Regierung vorgeschlagenen Verfassungsreformen angenommen haben. Die Wahlbehörde erklärte, die einzige Frage, die angenommen wurde, sei die Regel des „politischen Todes“, die es Personen, die wegen Korruptionsdelikten verurteilt wurden, verbietet, für ein öffentliches Amt zu kandidieren oder staatliche Aufträge zu erhalten.
Die übrigen 14 Fragen, darunter die Begrenzung der staatlichen Renten und das Einfrieren der Gehälter von Staatsbeamten, wurden aufgrund der geringen Wahlbeteiligung für ungültig erklärt. Nach kolumbianischem Recht müssen mindestens 25 Prozent der Wählerschaft für einen Vorschlag stimmen, damit das Ergebnis eines Referendums gültig ist.